# Lăutarii de pe Valea Rasovei

## Lăutarii din Lelești
Comuna Lelești a fost cunoscută în Gorj pentru lăutarii săi. Între primii lăutari vestiți din localitate s-a numărat violonistul Nicolae Lătărețu-Bosâncă zis „al Paladii”, care a cântat și în Taraful Gorjului. Din banda lui au făcut parte: soția Veta Lătărețu (chitară și voce) și Nicolae Lătărețu „al Frăsinii” (bas).

Taraful soților Tică și Marița Lătărețu.

Cel mai vestit taraf din zonă a fost cel al violonistului Mihai Lătărețu zis Tică (n. 1909 – d. 1971), care a cântat cu soția Marița Lătărețu (chitară și voce) și cu fratele său, Costică Lătărețu zis Chițu (bas). Aceștia au fost descoperiți de Constantin Brăiloiu în vara anului 1937. Pe 13 septembrie 1937, taraful descoperit de reputatul muzicolog și folclorist este chemat la București pentru a înregistra primele melodii pe plăci de gramofon, pentru casa de discuri Columbia Records. Taraful era compus din principalii pioni ai familiei: Mihai Lătărețu (vioară), Marița Lătărețu (chitară și voce), Nicolae Lătărețu (braci), Ion Lătărețu (bas). După seria de înregistrări, soții Lătărețu au rămas în București, începând să-și caute angajamente la diferite cârciumi și restaurante. Astfel, au început să cânte la restaurantul lui Marcu Căciularu din strada Vespasian, în spatele Gării de Nord. În anul 1938 au cântat la restaurantul „Luna Bucureștiului“, iar din anul 1939 la restaurantul „Dorul Ancuței“ de pe strada Alexandru Lahovary.
Altă bandă vestită de lăutari din localitate a fost cea condusă de vioristul Petre Zlătaru (n. 1906 – d. ?). El a cântat la Orchestra „Taraful Gorjului” și a înregistrat mai multe melodii la Radio Craiova. Din formația lui Zlătaru au mai făcut parte: soția sa Mariana Zlătaru (chitară și voce), Nicolae Lătărețu-Tapotă (braci) și Gore Stricăfer (bas).

## Lăutarii din Bălești
Între primii muzicanți din Bălești s-a numărat Dumitru Ursu (n. 1880 – d. ?), care a cântat la vioară și vocal în prima parte a secolului al XX-lea. A cântat și în București, la restaurantul „Ciocârlia”, până la izbucnirea celui de-Al Doilea Război Mondial.
Primul lăutar vestit din Ceauru (sat al comunei Bălești), care a cântat în prima și a doua jumătate a secolului al XX-lea, a fost Gheorghe Luca (n. 1890 - d. 1953). Violonist și un solist vocal bun, a cântat și la București, fiind invitat de Constantin Brăiloiu să facă înregistrări pe discuri de gramofon pentru Arhiva de Folklore. În calitate de solist instrumentist a cântat cu virtuozitate jocuri precum „Crăițele”, „Hora în două părți”, „Sinaia”, „Bordeiașul” etc. Unul dintre fiii săi, violonistul Ionel Luca, și-a format propria bandă din care au făcut parte membrii familiei și rudele apropiate: violonistul Aurel Luca, solistele Ioana Luca, Maria Luca și Natalia Boboluță, basistul Dumitru Luca și acordeonistul Florin Cazacu.
Un lăutar cunoscut din Ceauru a fost Ion Trohonel zis Purcel, poreclă legată de fizicul rotofei al lăutarului. El s-a născut în anul 1908 și a cântat în prima jumătate a secolului al XX-lea la hora satului, la nunți, botezuri, hramuri, fiind un lăutar căutat datorită virtuozității sale interpretative. Se mai cântă și astăzi compoziția sa - Sârba lui Purcel, care a intrat în repertoriul multor instrumentiști gorjeni. În formația sa au cântat soția, solista și chitarista Maria Trohonel, cei trei copii, vioriștii Constantin și Vasile și solista și acordeonista Maria, precum și basistul Mihai Bălășoiu.
În prezent mai activează în Bălești tarafurile lăutarilor Cită Purcel și Ion Burlan. Taraful lui Constantin Trohonel zis Cită Purcel (n. 1933) este cel mai cunoscut din Ceauru. În formația sa cântă: soția Dorina Trohonel (acordeon și voce), fiii Costică și Ion Trohonel (vioriști), Manu Stricăfer (bas) și Victor Strinu (chitară). Celălalt taraf este cel al vioristului Ion Burlan „al lui Dundu“ (n. 1954), fiul lăutarilor Dumitru și Maria Burlan. Este unul dintre lăutarii buni ai Gorjului, apreciat pentru virtuozitatea și claritatea interpretativă dovedite de-a lungul timpului. Din taraful său fac parte: fratele său, Dumitru Burlan (vioară), soția sa, Gheorghița (voce), Ecaterina Muscurici (acordeon) și Vasile Muscurici (bas).